# Заельцовское кладбище
Заельцовское кладбище — некрополь в Новосибирске, одно из семи действующих кладбищ города. Относится к крупнейшим в городе (около 360 000 могил), одно из самых старых в Новосибирске. На кладбище происходит около 4000 захоронений в год, около 30 % могил не имеют ухода. Площадь — 169 га.

## История
Первые кладбища Новосибирска появились почти одновременно в деревнях и селах, находившихся недалеко от города, — Высокое (Бугринское) кладбище на левом берегу Оби у железнодорожного моста, Закаменское и Заельцовское кладбища у деревень Каменка и Ельцовка.
В июле 1941 года Совет депутатов трудящихся Новосибирска принял решение о расширении площадей для захоронений, один из земельных участков площадью 10-12 гектаров был выделен в Заельцовском районе, в берёзовой роще к северу от развилки Мочищенского тракта и дороги на санаторий облисполкома.
С началом Великой Отечественной войны в Новосибирске были развернуты более 50 госпиталей. 4 июля 1941 года горисполком принял решение об организации специального воинского кладбища для захоронения умерших военнослужащих, а 3 февраля 1942 года решением горисполкома Заельцовский райкомхоз обязывался к 1 апреля 1942 года сдать в эксплуатацию новое воинское кладбище, организованное, оно получило название «Кладбище мемориальное советских воинов, умерших от ран в госпиталях в годы Великой Отечественной войны 1941—1945 годов».
В 1970-х годах была проведена реконструкция кладбища по проекту архитектора Г. В. Гаврилова, сооружена бутовая ограда, центральная аллея из мозаичных плит, проведено деление территории на кварталы, на главной площади установлена четырёхметровая скульптура из серого искусственного гранита «Раненый воин» работы заслуженного художника РСФСР В. Е. Семёновой. На кладбище 1279 воинских могил с плитами, на которых выбиты фамилия, имя и отчество, звание, даты рождения и смерти погребённого. На 16-м квартале Заельцовского кладбища производились захоронения военнопленных из военнослужащих германской и союзных ей армий, позже этот участок использовался для погребения умерших жителей Новосибирска.
На Заельцовском кладбище похоронены многие выдающиеся новосибирцы, их фамилии зафиксированы в городской топонимике: Лыщинский, Залесский, Громов, Лыков, Трубников, Колонда. В 1971 году сюда после обнаружения уничтоженной ранее могилы перезахоронен прах одного из основателей Новосибирска Н. М. Тихомирова. Считается, что сюда также были перенесены захоронения с других уничтоженных кладбищ.
Здесь покоится умерший в 1978 году в Новосибирске один из героев песни «На безымянной высоте» Константин Власов. В 1969 году на Заельцовском кладбище похоронен инженер одного из управлений Новосибирского совнархоза Николай Семёнович Симаков — в годы Великой Отечественной войны один из руководителей антифашистского подполья в Бухенвальде.
На кладбище первоначально были похоронены ветеран Парижской коммуны Адриен Лежен, эвакуированный в Новосибирск в начале Великой Отечественной войны и скончавшийся 9 января 1942 года (в 1946 году его перезахоронили в сквере Героев революции), Татьяна Снежина, позднее её прах был перенесён на Троекуровское кладбище в Москве.
В 1993 году у кладбища окончен постройкой Храм Святого мученика Евгения.
На кладбище имеется большой мусульманский участок.

## Известные захоронения

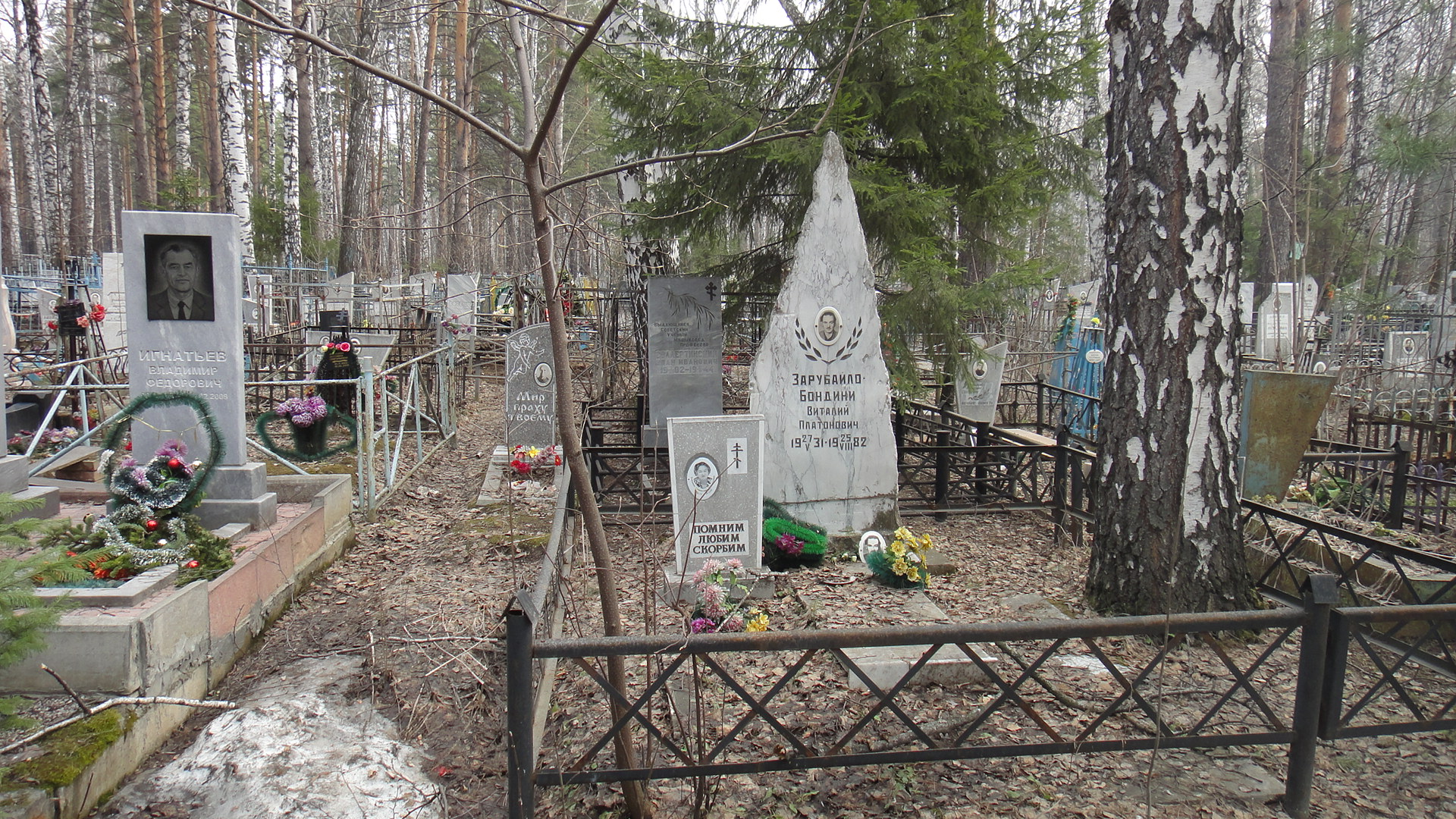
51 участок Заельцовского кладбища. На втором плане могила И. И. Соллертинского

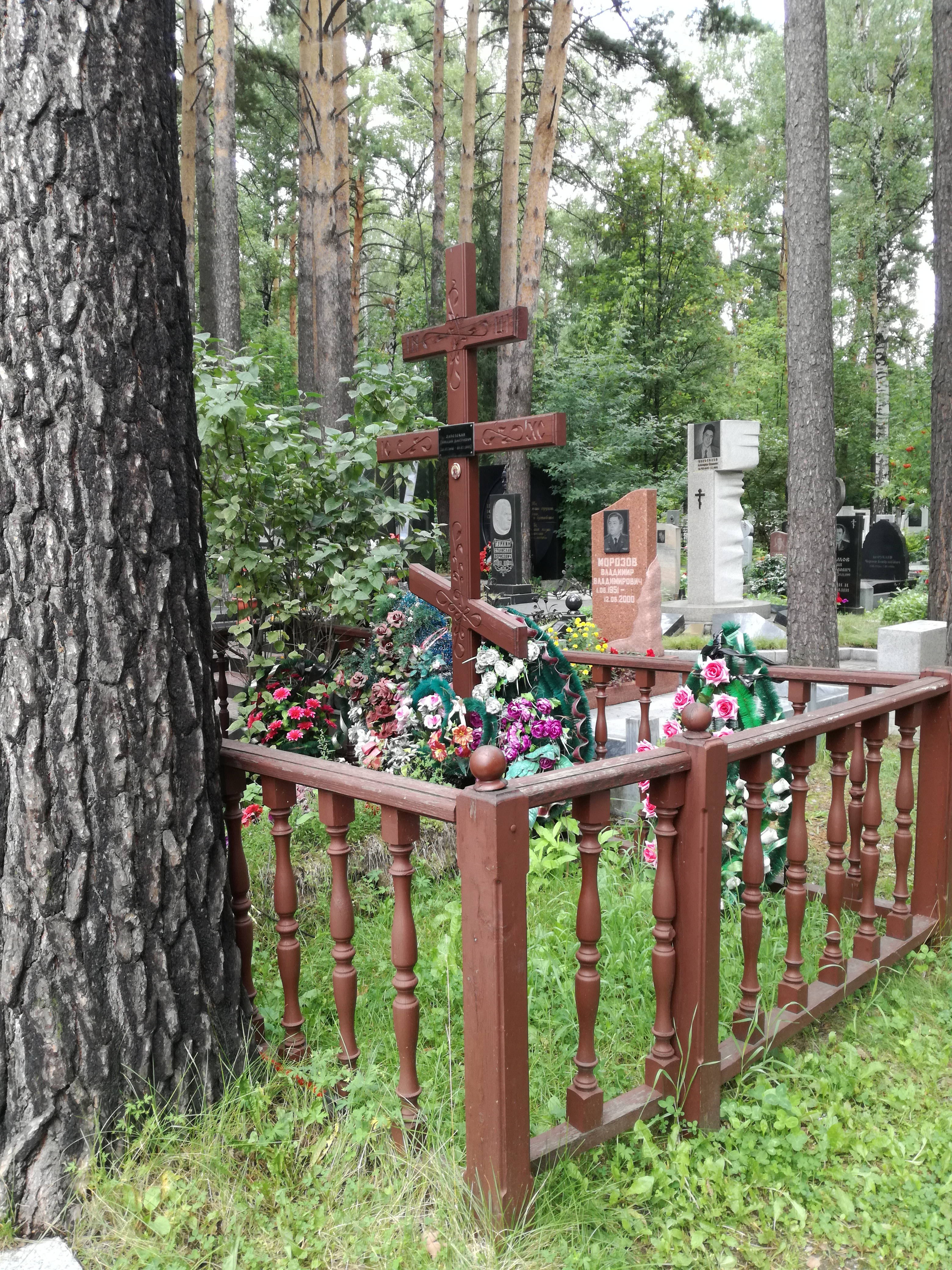
Могила Заволокина

См. категорию Похороненные на Заельцовском кладбище
- Алаферовский, Юрий Петрович (1942—2009) — российский государственный деятель, член Совета Федерации РФ.
- Анисичкин, Фёдор Иванович (1915—1998)
- Бахрушина Нина Константиновна (22.09.1892-10.12.1966) — супруга пионера российской авиации Бориса Семёновича Масленикова, дочь российского предпринимателя и мецената К. П. Бахрушина, внучка «водочного короля» России Петра Арсеньевича Смирнова.
- Булгакова, Варвара Афанасьевна (1895—1956) — сестра русского советского писателя и драматурга М. А. Булгакова[14],[15]. Прототип персонажа Елены Турбиной-Тальберг в романе «Белая гвардия».
- Бутягин, Павел Васильевич (1867—1953) — доктор медицины, Заслуженный деятель науки РСФСР, (1935—1953) заведующий кафедрой микробиологии Новосибирского медицинского института.
- Ванаг, Глеб Алексеевич (1922—1991) — директор Новосибирского авиационного завода имени В. П. Чкалова
- Власов, Константин Николаевич (1911—1978) — советский солдат, участник Великой Отечественной войны, участник легендарного боя, запечатлённого в песне «На безымянной высоте»
- Дягилева, Янка (1966—1991) — рок-певица и поэтесса
- Егудин, Валерий Григорьевич (1937—2007) — советский и российский оперный певец, театральный режиссёр, педагог. С 1992 по 2001 годы — директор Новосибирского государственного академического театра оперы и балета. Народный артист СССР (1983).
- Ефанов, Михаил Карпович (1910—1962) — ветеран Великой Отечественной войны
- Заволокин, Геннадий Дмитриевич (1948—2001) — композитор, артист-баянист и гармонист, поэт, участок № 103[16].
- Карпинчик, Марина Степановна (1924—1976) — советская оперная певица, солистка Новосибирского театра оперы и балета, заслуженная артистка РСФСР.
- Королёв, Михаил Николаевич (1906—1979) — директор Новосибирского завода точного машиностроения
- Коршунов, Юрий Петрович (1933—2002) — известный энтомолог и лепидоптеролог
- Кретинин Алексей Евгеньевич (1966—2008) — новосибирский журналист, писатель[17].
- Леонов, Павел Петрович (1916—1983) — рабочий Новосибирского приборостроительного завода
- Лыков, Геннадий Дмитриевич (1927—2001) — инженер, участник ликвидации аварии на Чернобыльской АЭС
- Магалиф, Юрий Михайлович (1918—2001) — советский и российский писатель и поэт
- Макаров, Михаил Афанасьевич (1917—2002) — участник Великой Отечественной войны, лётчик
- Маланин, Иван Иванович (1897—1969) — легендарный баянист
- Муха, Виталий Петрович[18] (1936—2005) — генеральный директор ПО «Сибсельмаш» (1982—1988), первый секретарь Новосибирского обкома КПСС (1988—1990), губернатор Новосибирской области (1991—1993, 1995—1999) участок № 37.
- Мыш, Владимир Михайлович (1873—1947) — русский и советский хирург, профессор Томского и Новосибирского медицинских институтов, академик АМН СССР участок № 37.
- Немыткин, Михаил Юрьевич (1970—1995)
- Никифор (Асташевский) (1848—1937) — епископ Русской православной церкви, митрополит Новосибирский (перезахоронен при ликвидации Успенской церкви в 1961 году)[19].
- Никульков, Анатолий Васильевич (1922—2001) — писатель, драматург, публицист, историк, главный редактор журнала «Сибирские огни».
- Новиков, Андрей Порфирьевич (1909—1979) — композитор, народный артист РСФСР.
- Самохин, Николай Яковлевич (1934—1989) — писатель.
- Свечников, Эрик Николаевич (1926—1988) — директор Новосибирского завода химконцентратов, заслуженный изобретатель РСФСР, лауреат Государственной премии СССР.
- Соллертинский, Иван Иванович (1902—1944) — музыковед, художественный руководитель Ленинградской филармонии, профессор участок № 51
- Сорокин, Иван Фёдорович (1919—1983)
- Тихомиров, Николай Михайлович[20] (1857—1900) — инженер-путеец, строитель, общественный деятель, один из основателей Новосибирска (перезахоронен в 1971 году после обнаружения ранее уничтоженной его могилы у собора Александра Невского) участок № 5.
- Ханыков, Иван Николаевич (1913—1984)
- Чикинев, Владимир Павлович (1928—2013) — председатель Новосибирского горисполкома (1983—1988).
- Чинакал, Николай Андреевич (1888—1979) — советский учёный в области горной науки, член-корреспондент Академии Наук CCCP .
- Шелохвостов, Иван Юрьевич (1978—2003)
- Шило, Ростислав Александрович (1940—2016) — директор Новосибирского зоопарка с 1969 по 2016 годы.
- Якимова-Диковская, Анна Васильевна (1856—1942) — русская революционерка, член Исполнительного комитета партии «Народная воля»[21]

Мемориал жертвам авиакатастрофы над Чёрным морем 4 октября 2001 года